# Бабий кут

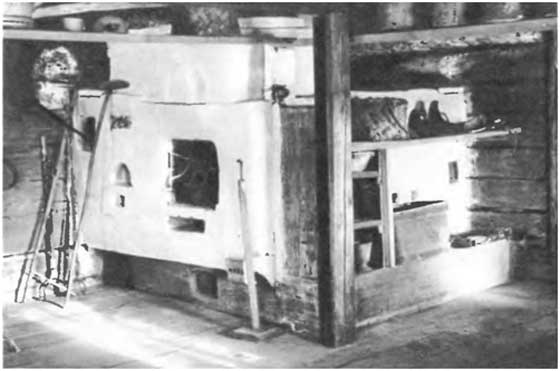
Бабий кут у устья печи

Ба́бий кут (бабий у́гол, печно́й угол, куть, середа, теплюшка, чулан, солныш, шолнуша, шомыша, кухня) — пространство избы (хаты) между устьем русской печи и противоположной стеной, где шли женские работы.
В бабьем углу находились ручные жернова, судная лавка с посудой, надблюдники. Отделялся от остального пространства избы грядкой, под которой подвешивалась кутная занавеска, а часто и дощатой перегородкой. Мужчины даже своей семьи старались не заходить в печной угол, а появление здесь постороннего мужчины было недопустимым и расценивалось как оскорбление.
Во время сватовства невеста находилась за кутной занавеской, отсюда выходила нарядно одетая во время смотрин, здесь же она ожидала жениха, чтобы ехать в церковь; выход невесты из печного кута в красный угол рассматривался как прощание с отчим домом.
При родах женщину иногда помещали в бабий угол возле печи. Мать с ребенком закрывалась от посторонних глаз занавеской в печном углу («Поближе к печной саже, чтобы порчи не было»), после чего обычно первый раз кормила.